# Tuta

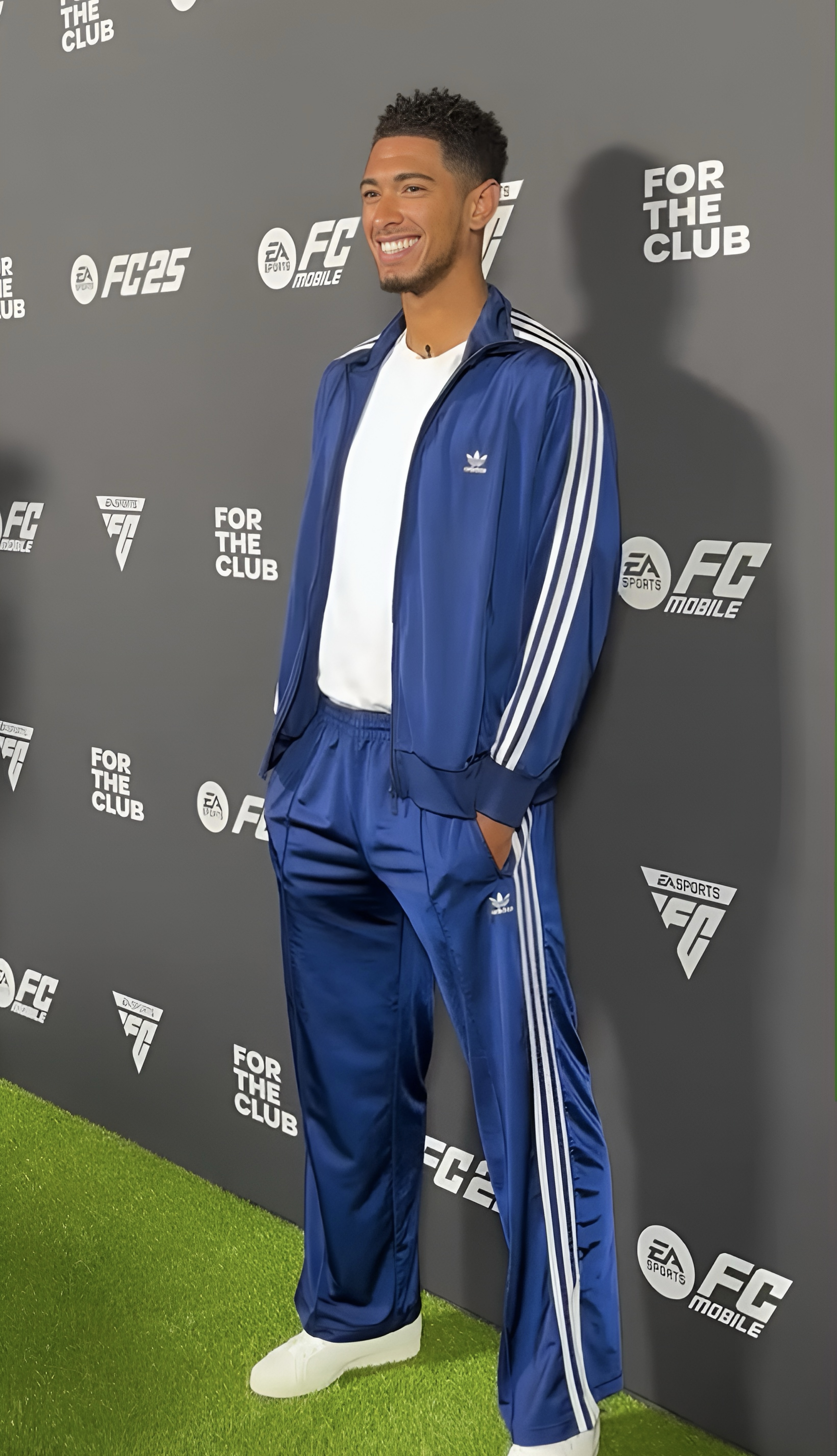
Il calciatore inglese Jude Bellingham in tuta

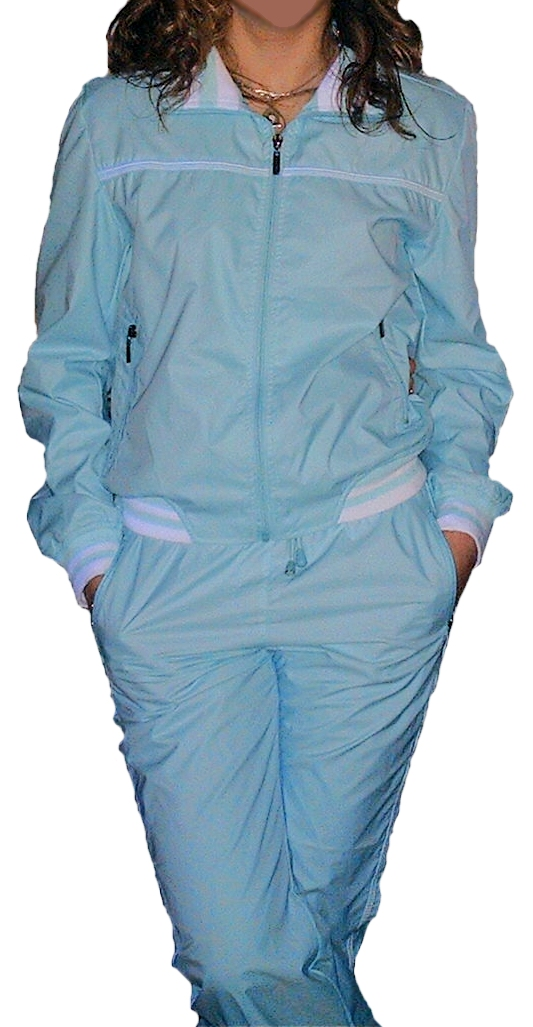
Un modello di tuta utilizzato come abbigliamento casual.

La tuta è un capo che ricopre tutto il corpo, costituito da un solo pezzo, destinato all'abbigliamento o alla protezione. In senso lato il termine è passato a indicare anche l'abbigliamento "comodo", come quello sportivo in due pezzi, pantaloncini e maglietta manica corta (in inglese tracksuit e simili). Tipi particolari di tute realizzate con tecnofibre e materiali speciali vengono prodotte per le esigenze di settori specifici come il campo militare, l'aeronautica o lo sport.

## Etimologia
La tuta prende il nome dall'omonimo vestito da uomo a cui lavorarono, tra il 1919 e il 1920, i fratelli futuristi Thayaht e Ram. Il loro abito, dall'aspetto essenziale, con tasche e cintura da indossare tutti i giorni, di semplice realizzazione ed economico in opposizione alla moda borghese del tempo, prendeva il nome dall'espressione tout-de-même (in francese tutti uguali), abbreviato "TuTa". L'adattamento del nome "tuta" inoltre si rifaceva a uno schema della forma dell'indumento: una T per le maniche e il corpo sovrapposta a una U ad angolo retto per i fianchi e il cavallo, e il taglio divaricante delle gambe ad "A". Questa proposta tuttavia non riscosse molto successo nell'abbigliamento quotidiano e la tuta proseguì la sua carriera come capo protettivo destinato al mondo del lavoro, in particolare all'industria metalmeccanica dove l'operaio prese l'appellativo di tuta blu.

## Tipologie
- Tuta da neve
- Tuta da moto
- Tuta spaziale
- Tuta anti G
- Tuta blu (tuta da operaio)
- Muta subacquea
- Tuta sportiva
- Tuta mimetica
- Kigurumi

## Nella cultura di massa
Bruce Lee, nel film L'ultimo combattimento di Chen del 1973, rese popolarissima una tuta gialla con strisce nere, simile a quelle che la Adidas produce dal 1964. Lo stesso modello di tuta fu ripreso da Uma Thurman nel film Kill Bill - Vol. 1, in una ovvia citazione del film di Bruce Lee. Nella serie televisiva I Soprano, gli appartenenti alle famiglie mafiose di New Jersey sono spesso mostrati in tuta.